# OpenZaurus
OpenZaurus ist eine auf OpenEmbedded basierende  Embedded-Linux-Distribution für fast die gesamte Sharp Zaurus PDA-Reihe. An graphischen Desktops werden GPE und OPIE unterstützt (experimentelle Unterstützung existiert außerdem für Xfce und E17). Des Weiteren wird auch ein reines Textkonsolen-Image ohne graphischen Desktop angeboten.

## Geschichte
OpenZaurus wurde als alternatives Betriebssystem-Image für den Sharp Zaurus PDA entwickelt. Die ursprüngliche Absicht des Projektes war es, ein Image zu erstellen, das den Wünschen der Entwickler-Community eher entsprach als das originale Sharp-Image. Anfangs wurde einfach ebendieser SharpROM als Ausgangsbasis genommen und auf dessen Grundlage Veränderungen gemacht, Fehler beseitigt, Software hinzugefügt oder auch entfernt, um das gesamte Paket freier zu machen.
Kurze Zeit später wurde es von Grund auf neu entworfen und war lange Zeit eine an Debian angelehnte Embedded-Linux-Distribution. In dieser Hinsicht war und ist OpenZaurus recht ähnlich wie andere Debian-basierten Embedded-Linux-Distributionen wie z. B. Familiar Linux für den iPaq. Tatsächlich basieren beide Projekte mittlerweile auf dem OpenEmbedded-Buildsystem, das für beide Distributionen (und viele andere eingebettete Systeme) die Softwarebasis und eben das "build system" bereitstellt.
Am 26. April 2007 wurde bekanntgegeben, dass die Arbeit an OpenZaurus zugunsten des Ångström-Projektes eingestellt wird.